# Гуманитарный лицей (Ижевск)
Автономное муниципальное образовательное учреждение «Гуманитарный лицей» (бывшая Школа № 44) — среднее общеобразовательное учреждение повышенного уровня города Ижевска (Удмуртия), существующее с 1990 года.

## История
- 1990 — основание лицея.
- 1994 — Фонд «Культурная инициатива» (Фонд Сороса) включил лицей в список ста инновационных школ России, в этом же году лицей был принят в Российскую Ассоциацию инновационных школ и учебных центров.
- 1995 — лицей стал лауреатом Фестиваля инновационных проектов и программ «Образование — вклад в будущее».
- 1996 — лицей стал лауреатом Фестиваля «Авторская школа „Эврика“ — 96».
- 1997 — лицею присвоен статус «Федеральная экспериментальная площадка Министерства образования Российской Федерации», с тех подтверждаемый ежегодно.
- 1999 — лицей стал коллективным членом Молодёжной ассоциации финно-угорских народов.
- 2001 — Гуманитарный лицей разработал проект Инновационного центра повышения квалификации педагогов и руководителей образования.
- 2002 — Гуманитарный лицей разработал образовательную программу школы перспективных образовательных моделей «Школа индивидуального образования».
- 2004 — проект Гуманитарного лицея «Открытый финно-угорский университет (летняя сессия)» стал финалистом Всероссийского конкурса инновационных идей, концепций, проектов, программ и технологий. Гуманитарным лицеем была проведена стратегическая игра «Гуманитарные перспективы Города: принципы образовательной и кадровой политики», проект которой стал победителем Конкурса социальных и культурных проектов «Нижний Новгород — 2003».
- 2005 — Гуманитарный лицей стал финалистом всероссийского конкурса «Лучшие школы развивающего образования — 2005» в рамках Российского образовательного форума «Школа-2005»[1].
- 2006 — лицей стал победителем конкурса школ, внедряющих инновационные методы обучения, в рамках Приоритетного национального проекта «Образование».
- 2009 — Гуманитарный лицей получил статус «автономное учреждение»[2].
- 2011 — лицей получил статус «Федеральная инновационная площадка Министерства образования РФ».
- 2020 — Гуманитарный лицей стал участником проекта «Распределённый Лицей НИУ ВШЭ», став первой немосковской образовательной организацией в сети школ проекта.

## Образовательный процесс
Гуманитарный лицей — автономное муниципальное общеобразовательное учреждение с правами юридического лица, самостоятельно осуществляющее хозяйственную деятельность. Высшим органом управления в Гуманитарном лицее является Совет Лицея, состоящий из педагогов, родителей и учащихся.
Приём обучающихся ведётся в 1, 5, 8, 9 и 10 класс. Обучение до 7 класса включительно ведётся в рамках пятидневной учебной недели, с восьмого класса — в рамках шестидневной учебной недели.
Перед Гуманитарным лицеем ставится задача разработки и реализации модели старшей школы, основой которой станет индивидуальная образовательная программа учащегося. Основной образовательной программой лицея является Школа индивидуального образования. В рамках программы учащимся предоставляется возможность самостоятельного выбора профильных курсов и факультативов, преподавателей, формы обучения; участие в проектах, семинарах, конкурсах и конференциях всех уровней вплоть до федерального; учебные практики, образовательные сессии, экспедиции, стажировки, индивидуальная работа с тьюторами и консультантами. Элементами образовательного процесса Гуманитарного лицея стали тьюторство, исследовательский и проектный метод (проектные и исследовательские работы в 9—10 классах), ТРИЗ, деловые и организационно-деятельностные игры, стажёрская предпрофессиональная практика. На всероссийском конкурсе «Лучшие школы развивающего образования — 2005» педагогами лицея был представлен целый ряд инновационных разработок: психологические тренинги, технология тьюторской деятельности, авторский проект «Образовательная картография». По словам директора лицея, современная школа должна перестать учить «в традиционном смысле этого слова». Задача школы, по его мнению, состоит в помощи учащемуся в проектировании его собственного образования, выработке профессиональных и социальных перспектив. В результате школа должна превратиться в «центр управления полётами».
В рамках программ профильного обучения в лицее преподаются иностранные языки, литература, история и обществознание, математика, география, дизайн, экономика и предпринимательство.
Гуманитарный лицей состоит в партнёрских отношениях, среди прочих, с Удмуртским государственным университетом, Институтом проблем образовательной политики «Эврика» (Москва), международной ассоциацией «Развивающее обучение», Экзаменационно-методическим советом «Релод» (Москва), Межрегиональной тьюторской ассоциацией, Американскими советами по вопросам образования (США), Обществом студентов Хельсинкского университета (Финляндия), рядом финских и эстонских культурных фондов. С 2006 года ученики лицея участвуют в исследовательском проекте Совета Европы «Города-побратимы» и международном проекте «Европейский дом». Так в 2006 году ученики лицея принимали участие в презентации Общества удмуртско-уэльской дружбы.

## Педагогический состав
В 2021/22 учебном году в лицее постоянно работали 27 педагогов (включая администрацию). Ещё 4 человека совмещали работу в лицее с другой работой. Среди преподавательского состава были 4 кандидата педагогических наук, 2 обладателя знака «Отличник народного просвещения» и 1 обладатель знака «Почётный работник общего образования Российской Федерации».
Директор лицея — Александр Георгиевич Балицкий. Заместитель директора по учебно-воспитательной работе — Валентина Николаевна Дерюшева, по научно-методической работе - Анна Валерьевна Ковальчукова.
Преподаватель технологии Зоя Лебедева — член Союза художников России, её работы в таких жанрах прикладного искусства, как «флортекстиль», ткачество и др. выставлялись в Москве, Петербурге, Франции, Швеции и Финляндии.
Преподаватель английского языка Татьяна Плехова стала победителем Российско-американской программы профессионального обучения «Учителя - учителям» (3TP), финансируемой Бюро образовательных и культурных программ Государственного департамента США, проводимой Американскими Советами по международному образованию (АСПРЯЛ/АКСЕЛС) и поддерживаемой Федеральным Агентством по образованию, Министерством образования и науки Российской Федерации, «Учительской газетой» и местными департаментами образования. Как финалист конкурса Татьяна Плехова стажировалась в марте – апреле 2006г. в школе и университете в штате Алабама.

## Ученики
Количество учеников
| 2008    | 2013    |
| 275 чел | 304 чел |

Учащиеся лицея регулярно принимают участие во Всероссийской олимпиаде школьников. Так, например, учащиеся Гуманитарного лицея завоевали четыре призовых места (в том числе один победитель) на республиканском этапе Олимпиады школьников-2013. Некоторые из них прошли на последний (заключительный) этап олимпиады.

## Клубы и студии[источникне указан 3153 дня]
- Хореографическая студия
- Фольклорный ансамбль «Зорай»
- Студия «Батик»
- Мастерская народно-прикладных ремёсел
- Туристический клуб
- Компьютерный клуб
- Школа журналистики
- Клуб «Дебаты»
- Английские клубы

## Интересные факты
В 1995 году поэт и бард Юлий Ким посвятил Гуманитарному лицею стихотворение.